# Kanton Brunoy
Der Kanton Brunoy war von 1964 bis 2015 ein französischer Wahlkreis im Arrondissement Évry, im Département Essonne und in der Region Île-de-France. Vertreter im Generalrat des Départements war zuletzt von 2008 bis 2015 Édouard Fournier (PS).
Der Kanton lag im Nordosten des Départements Essonne im Großraum Paris.
Der Kanton bestand aus der Gemeinde Brunoy.